# Hydaticus caffer
Hydaticus caffer är en skalbaggsart som beskrevs av Karl Henrik Boheman 1848. Hydaticus caffer ingår i släktet Hydaticus och familjen dykare. Inga underarter finns listade i Catalogue of Life.